# Vuurtoren van Marken
De Vuurtoren van Marken, in de volksmond het Paard van Marken, is ontworpen door Jan Valk en gebouwd in 1839 en staat op de oostelijke punt van het eiland Marken. De vuurtoren heeft een lichthoogte van 16 meter en een lichtbereik van 9 zeemijlen. Het lichtwachtershuis naast de toren wordt bewoond. De gebouwen zijn sinds 1970 rijksmonument.

## Geschiedenis
De eerste toren op Marken werd in 1700 gebouwd en was vierkant. Het was er een van drie vuurtorens bij Marken, De Ven en Hoek van 't IJ waartoe in 1699 werd besloten om de route van de Waddenzee naar Amsterdam te markeren. De torens waren voorzien van olielampen naar ontwerp van Jan van der Heyden.
In 1839 werd de vierkante stenen toren vervangen door een rond ijzeren exemplaar. De oude fundering werd daarbij gebruikt. Later werd een bakstenen gebouw met woning en opslagplaats aan de vuurtoren gebouwd, hierdoor ontstond  de karakteristieke vorm. In 1884 kreeg de toren een mistbel. De hamers hiervan werden aangedreven door een uurwerk met valgewicht. In 1919 is de mistbel vervangen door een misthoorn, hiervoor werd een machinekamer gebouwd tussen de vuurtoren en de woning.
Regelmatig had de vuurtoren last van kruiend ijs. In 1971 was dit zo erg dat de toren enkele centimeters van zijn plaats werd geduwd.
Het lichthuis op de toren, dat dateerde uit 1901 is in 1993 vervangen. Het oude lichthuis staat nu op het terrein van de Koninklijke Nederlandse Redding Maatschappij bij de haven van Marken.